# كالديرا أوبن لينكس
كالديرا أوبن‌لينكس (بالإنجليزية: Caldera OpenLinux)‏ هي توزيعة لينكس ملغية.